# Contarinia albescentis
Contarinia albescentis är en tvåvingeart som först beskrevs av Gagne 1967.  Contarinia albescentis ingår i släktet Contarinia och familjen gallmyggor.
Artens utbredningsområde är Texas. Inga underarter finns listade i Catalogue of Life.